# Měrovice nad Hanou
Měrovice nad Hanou (en allemand : Mirowitz an der Hanna) est une commune du district de Přerov, dans la région d'Olomouc, en Tchéquie. Sa population s'élevait à 695 habitants en 2020.

## Géographie
Měrovice nad Hanou est arrosée par la Haná et se trouve à 4,3 km à l'ouest-sud-ouest de Kojetín, à 19,5 km au sud-ouest de Přerov, à 28 km au sud d'Olomouc et à 219 km à l'est-sud-est de Prague.
La commune est limitée par Uhřičice au nord, par Kojetín à l'est, par Křenovice, Stříbrnice et Vrchoslavice au sud, et par Němčice nad Hanou et Hruška à l'ouest.

## Histoire
La première mention écrite de la localité date de 1406.

## Transports
Par la route, Měrovice nad Hanou se trouve à 4,5 km de Kojetín, à 24 km de Přerov, à 36,5 km d'Olomouc, à 46,5 km de Zlín et à 261 km de Prague.